# FC Wettingen
FC Wettingen é uma equipe suíça de futebol com sede em Wettingen. Disputa a sexta divisão da Suíça (2. Liga).
Seus jogos são mandados no Stadion Altenburg, que possui capacidade para 10.000 espectadores.

## História
O FC Wettingen foi fundado em 1931.

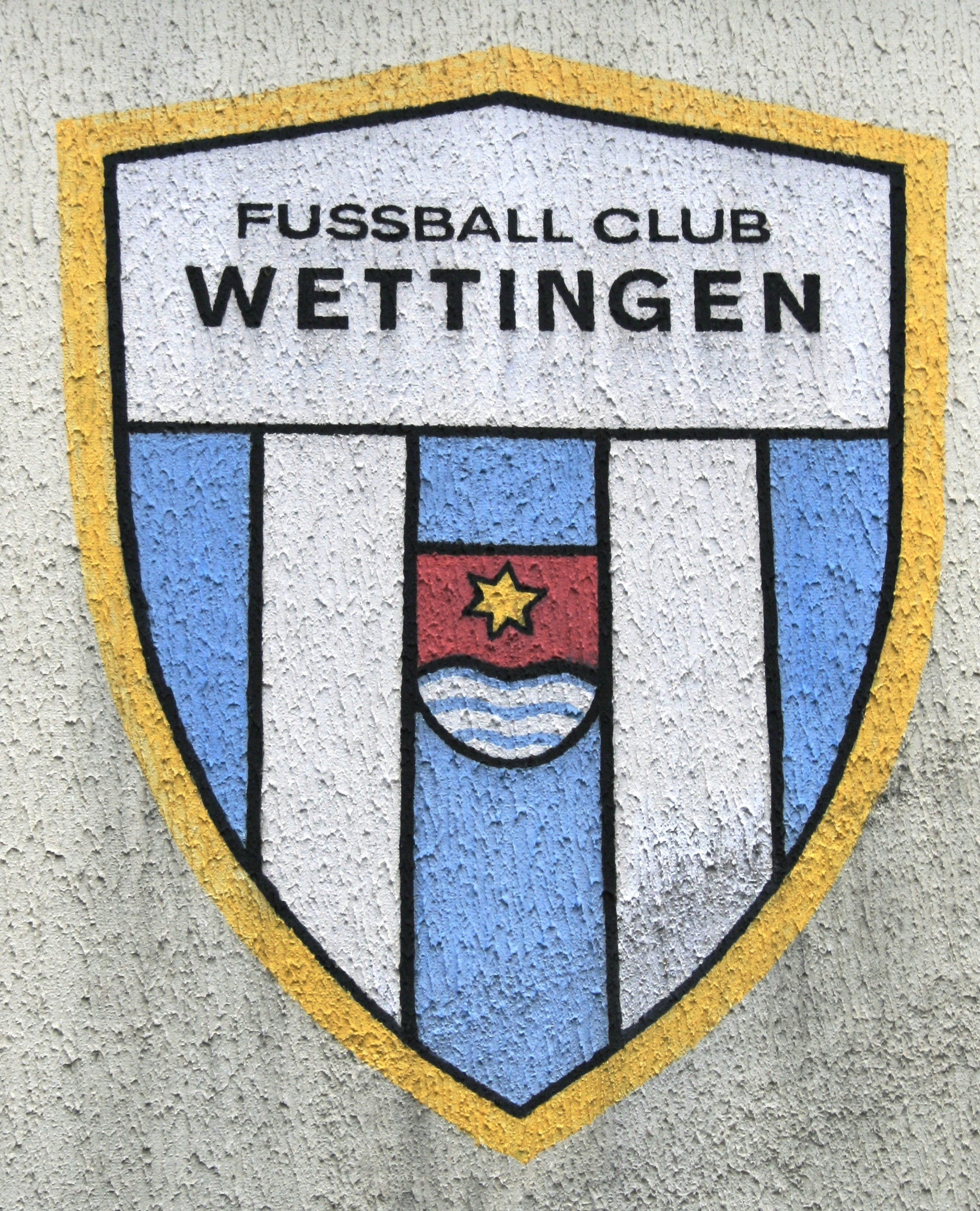
Antigo escudo do Fußball Club Wettingen 93

Wettingen passou as primeiras décadas de sua vida flutuando em torno das ligas inferiores da Suíça, até que finalmente em 1969 chegou à Liga Nacional B. A próxima temporada eles ganharam o acesso e no 1969/70 que desempenharam na Swiss Super League. No entanto, devido à sua fraca rentabilidade de 15 pontos em 26 jogos a equipe foi rebaixado, terminando em 13º lugar.
O clube passou os próximos anos nas ligas inferiores do futebol suíço, até que fez um retorno á Swiss Super League na temporada 1982/83 onde permaneceram até o seu rebaixamento na temporada 1986/87. Eles fizeram um rápido regresso à primeira divisão ganhando a promoção na temporada 1987/88. A temporada de 1988/89 foi a mais bem sucedida para o clube e eles terminaram em quarto lugar qualificando, assim foram para o Copa da UEFA de 1989–90. Em 1991-1992 o clube foi rebaixado da Swiss Super League pela terceira vez. Após a temporada 1992/93 o clube foi dobrado devido a razões financeiras e voltou com o novo nome FC Wettingen 93 na quinta divisão suíça.
Jogou até a segunda fase da Copa da UEFA de 1989–90, sendo eliminado pelo Napoli.
Além da equipe principal, o Wettingen tem mais 21 equipes, incluindo 17 equipes de jovens.

## Jogadores Notáveis
- Ørjan Berg
- Martin Andermatt
- Peter Voser
- Franco Navarro